# Kinesin
Kinesin bezeichnet eine Gruppe von Motorproteinen in eukaryotischen Zellen. In Kooperation mit anderen Motorproteinen, wie Myosin und Dynein sind sie wesentlich am intrazellulären Transport von biologischen Lasten wie z. B. Biomakromolekülen, Vesikeln und Zellorganellen beteiligt. Kinesin kommt zusammen mit Dynein an Mikrotubuli-Filamenten (Bestandteil des Cytoskeletts) als Transporter von Vesikeln und anderen Molekülen vor.

## Aufbau und Funktion

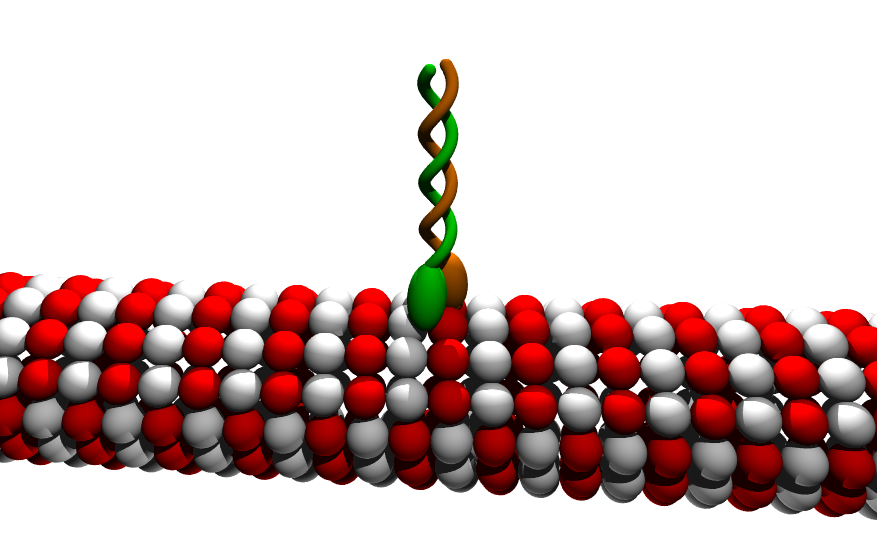
Kinesin (hier in Grün-Braun dargestellt) am Mikrotubulus (Farbe: Rot-Weiß)

Der Kinesinkomplex besteht aus zwei schweren Proteinketten und zwei leichten Proteinketten. Das Kinesin-Protein selbst besteht aus einer Kopfregion, welche an Mikrotubuli binden kann und die katalytische Domäne enthält, einem Hals, einem langen Stiel, sowie einem Schwanzteil, der mit anderen Proteinen über eine Vielzahl von Verbindungsproteinen interagieren kann. Die Energie für den Transport wird aus der Spaltung von Adenosintriphosphat (ATP), am katalytischen Zentrum der Kopfregion, gewonnen.
Durch ATP-Hydrolyse am aktiven Zentrum verändert sich die Konformation des Kopfes und des Halses, ein 8 nm langer Schritt über einen Tubulinheterodimer, die Struktureinheit eines Mikrotubulus, folgt.
Kinesinkomplexe binden ein zu transportierendes Molekül an sich und 'laufen' dann entlang einem Mikrotubulus. Sie bewegen sich prozessiv, d. h. sehr stabil an die Mikrotubuli gebunden, da immer einer der beiden Köpfe an Mikrotubuli gebunden ist.
Der Transport erfolgt gerichtet, die meisten Kinesine wandern auf dem Mikrotubulus in Richtung des wachsenden Mikrotubulus-Endes (sogenanntes plus-Ende).

Dimeres Kinesin-1 (z. B. KIF5A) bewegt sich entlang eines Protofilamentes, wobei die einzelnen Köpfe alternierend am beta-Tubulin binden. Quelle: Konrad J. Böhm und Kerstin Dreblow (Leibniz-Institut für Alternsforschung - Fritz-Lipmann-Institut e. V.)

Da Mikrotubuli üblicherweise vom Zellinneren nach außen wachsen, transportieren diese Kinesine ihre Fracht aus dem Zellinnern in die Zellperipherie (anterograder Transport).
Es gibt aber auch andere Kinesine (z. B. Kinesin-ähnliche Proteine), die Fracht in Richtung des Minus-Endes transportieren.
Der nach dem Minus-Ende gerichtete Transport auf dem Mikrotubulus erfolgt auch durch Dynein.